# Janów Lubelski
Janów Lubelski este un oraș în Polonia.